# Campeonato Mundial 2020-21 de Fórmula E
El Campeonato Mundial 2020-21 de la Fórmula E fue la séptima temporada del campeonato de monoplazas eléctricos, organizada por la Federación Internacional del Automóvil. Fue la tercera temporada con el chasis Spark SRT05e. Los defensores de los campeonatos de pilotos y de equipos fueron, respectivamente, António Félix da Costa y DS Techeetah.

## Equipos y pilotos
| Escudería                        | Unidad                          | N.º | Pilotos                | Carreras |
| -------------------------------- | ------------------------------- | --- | ---------------------- | -------- |
| DS Techeetah                     | DS E-Tense FE20 DS E-Tense FE21 | 13  | António Félix da Costa | Todas    |
| DS Techeetah                     | DS E-Tense FE20 DS E-Tense FE21 | 25  | Jean-Éric Vergne       | Todas    |
| Nissan e.dams                    | Nissan IM02                     | 22  | Oliver Rowland         | Todas    |
| Nissan e.dams                    | Nissan IM02                     | 23  | Sébastien Buemi        | Todas    |
| Mercedes-EQ Formula E Team       | Mercedes-EQ Silver Arrow 02     | 5   | Stoffel Vandoorne      | Todas    |
| Mercedes-EQ Formula E Team       | Mercedes-EQ Silver Arrow 02     | 17  | Nyck de Vries          | Todas    |
| Envision Virgin Racing           | Audi e-tron FE07                | 4   | Robin Frijns           | Todas    |
| Envision Virgin Racing           | Audi e-tron FE07                | 37  | Nick Cassidy           | Todas    |
| BMW i Andretti Motorsport        | BMW iFE.21                      | 27  | Jake Dennis            | Todas    |
| BMW i Andretti Motorsport        | BMW iFE.21                      | 28  | Maximilian Günther     | Todas    |
| Audi Sport ABT Schaeffler        | Audi e-tron FE07                | 11  | Lucas di Grassi        | Todas    |
| Audi Sport ABT Schaeffler        | Audi e-tron FE07                | 33  | René Rast              | Todas    |
| Jaguar Racing                    | Jaguar I-Type 5                 | 10  | Sam Bird               | Todas    |
| Jaguar Racing                    | Jaguar I-Type 5                 | 20  | Mitch Evans            | Todas    |
| TAG Heuer Porsche Formula E Team | Porsche 99X Electric            | 36  | André Lotterer         | Todas    |
| TAG Heuer Porsche Formula E Team | Porsche 99X Electric            | 99  | Pascal Wehrlein        | Todas    |
| Mahindra Racing                  | Mahindra M7Electro              | 29  | Alexander Sims         | Todas    |
| Mahindra Racing                  | Mahindra M7Electro              | 94  | Alex Lynn              | Todas    |
| ROKiT Venturi Racing             | Mercedes-EQ Silver Arrow 02     | 48  | Edoardo Mortara        | Todas    |
| ROKiT Venturi Racing             | Mercedes-EQ Silver Arrow 02     | 71  | Norman Nato            | Todas    |
| Dragon / Penske Autosport        | Penske EV-5                     | 6   | Nico Müller            | 1-7      |
| Dragon / Penske Autosport        | Penske EV-5                     | 6   | Joel Eriksson          | 8-13     |
| Dragon / Penske Autosport        | Penske EV-5                     | 7   | Sérgio Sette Câmara    | Todas    |
| NIO 333 FE Team                  | NIO 333 001                     | 8   | Oliver Turvey          | Todas    |
| NIO 333 FE Team                  | NIO 333 001                     | 88  | Tom Blomqvist          | Todas    |
| Fuente:                          |                                 |     |                        |          |

### Cambios de pilotos
- Sam Bird deja Envision Virgin Racing y se une a Jaguar Racing Formula E Team en reemplazo de James Calado.[12]
- Nick Cassidy se une a Envision Virgin Racing para ocupar el asiento de Sam Bird.[8]
- Pascal Wehrlein, quien había dejado Mahindra Racing tras el ePrix de Marrakech de la temporada anterior, ficha por TAG Heuer Porsche Formula E Team.[15]
- Alexander Sims abandona BMW i Andretti Motorsport y se une a Mahindra Racing en sustitución de Jérôme d'Ambrosio, quien se retira de la competición.[16]
- ROKiT Venturi Racing contará nuevamente con Edoardo Mortara, y con el debutante Norman Nato, que reemplazará a Felipe Massa.[18]
- Jake Dennis debutará en el campeonato de la mano de BMW i Andretti Motorsport.[9]
- Tom Blomqvist, expiloto de Jaguar y Andretti, se unió al equipo NIO.[23]
- Joel Eriksson se unió a Dragon para reemplazar a Nico Müller en Puebla,[20] y por el resto de la temporada.[25]

## Calendario
El 19 de junio de 2020, la Federación Internacional del Automóvil publicó el calendario provisional para la temporada 2020-21. En octubre siguiente, en tanto, se anunció que el calendario definitivo se publicaría por tandas, la primera de las cuales (rondas 1 a la 4) consistía en dos e-Prix de carrera doble: los de las ciudades de Santiago y de Diriyah. A pesar de esto, el primero de estos dos eventos fue postergado. A finales de enero de 2021 se publicó la segunda tanda de carreras (hasta la ronda 8), incorporando el nuevo e-Prix de Valencia y reubicando el de Santiago a principios de junio, aunque después sería cancelado. A finales de abril se anunciaron las ocho fechas finales en Puebla, Nueva York, Londres y Berlín, incorporando el primero como reemplazo temporal al de Ciudad de México.
| Carrera    | e-Prix                     | País           | Circuito                                  | Fecha                 |
| ---------- | -------------------------- | -------------- | ----------------------------------------- | --------------------- |
| 1          | e-Prix de Diriyah          | Arabia Saudita | Circuito callejero de Al-Diriyah          | 26 de febrero de 2021 |
| 2          | e-Prix de Diriyah          | Arabia Saudita | Circuito callejero de Al-Diriyah          | 27 de febrero de 2021 |
| 3          | e-Prix de Roma             | Italia         | Circuito callejero del EUR                | 10 de abril de 2021   |
| 4          | e-Prix de Roma             | Italia         | Circuito callejero del EUR                | 11 de abril de 2021   |
| 5          | e-Prix de Valencia         | España         | Circuito Ricardo Tormo                    | 24 de abril de 2021   |
| 6          | e-Prix de Valencia         | España         | Circuito Ricardo Tormo                    | 25 de abril de 2021   |
| 7          | e-Prix de Mónaco           | Mónaco         | Circuito de Mónaco                        | 8 de mayo de 2021     |
| 8          | e-Prix de Puebla           | México         | Autódromo Miguel E. Abed                  | 19 de junio de 2021   |
| 9          | e-Prix de Puebla           | México         | Autódromo Miguel E. Abed                  | 20 de junio de 2021   |
| 10         | e-Prix de Nueva York       | Estados Unidos | Circuito callejero de Brooklyn            | 10 de julio de 2021   |
| 11         | e-Prix de Nueva York       | Estados Unidos | Circuito callejero de Brooklyn            | 11 de julio de 2021   |
| 12         | e-Prix de Londres          | Reino Unido    | Circuito del Centro de exposiciones ExCeL | 24 de julio de 2021   |
| 13         | e-Prix de Londres          | Reino Unido    | Circuito del Centro de exposiciones ExCeL | 25 de julio de 2021   |
| 14         | e-Prix de Berlín           | Alemania       | Circuito del aeropuerto Berlín-Tempelhof  | 14 de agosto de 2021  |
| 15         | e-Prix de Berlín           | Alemania       | Circuito del aeropuerto Berlín-Tempelhof  | 15 de agosto de 2021  |
| Cancelados |                            |                |                                           |                       |
|            | e-Prix de Santiago         | Chile          | Circuito del parque O'Higgins             |                       |
|            | e-Prix de Ciudad de México | México         | Autódromo Hermanos Rodríguez              |                       |
|            | e-Prix de Sanya            | China          | Circuito de la bahía de Haitang           |                       |
|            | e-Prix de París            | Francia        | Circuito de los Inválidos                 |                       |
|            | e-Prix de Marrakech        | Marruecos      | Circuito internacional Moulay El Hassan   |                       |
|            | e-Prix de Seúl             | Corea del Sur  | Circuito callejero de Seúl                |                       |
| Fuentes:   |                            |                |                                           |                       |

## Resultados
| N.º | Fecha                 | ePrix | Mapa del circuito | Resultados             | Resultados             | Resultados |
| --- | --------------------- | --- | ----------------- | ---------------------- | ---------------------- | ---------- |
| 1   | 26 de febrero de 2021 | e-Prix de Diriyah Circuito callejero de Al-Diriyah Ganadores 2019-20: Sam Bird Alexander Sims                                                                            |                   | Ganador                | Nyck de Vries          | Resultados |
| 1   | 26 de febrero de 2021 | e-Prix de Diriyah Circuito callejero de Al-Diriyah Ganadores 2019-20: Sam Bird Alexander Sims                                                                            | 2.º puesto        | Edoardo Mortara        |                        | Resultados |
| 1   | 26 de febrero de 2021 | e-Prix de Diriyah Circuito callejero de Al-Diriyah Ganadores 2019-20: Sam Bird Alexander Sims                                                                            | 3.er puesto       | Mitch Evans            |                        | Resultados |
| 1   | 26 de febrero de 2021 | e-Prix de Diriyah Circuito callejero de Al-Diriyah Ganadores 2019-20: Sam Bird Alexander Sims                                                                            | Vuelta rápida     | René Rast              |                        | Resultados |
| 1   | 26 de febrero de 2021 | e-Prix de Diriyah Circuito callejero de Al-Diriyah Ganadores 2019-20: Sam Bird Alexander Sims                                                                            | Pole Position     | Nyck de Vries          |                        | Resultados |
| 2   | 27 de febrero de 2021 | e-Prix de Diriyah Circuito callejero de Al-Diriyah Ganadores 2019-20: Sam Bird Alexander Sims                                                                            | Ganador           | Sam Bird               |                        | Resultados |
| 2   | 27 de febrero de 2021 | e-Prix de Diriyah Circuito callejero de Al-Diriyah Ganadores 2019-20: Sam Bird Alexander Sims                                                                            | 2.º puesto        | Robin Frijns           |                        | Resultados |
| 2   | 27 de febrero de 2021 | e-Prix de Diriyah Circuito callejero de Al-Diriyah Ganadores 2019-20: Sam Bird Alexander Sims                                                                            | 3.er puesto       | António Félix da Costa |                        | Resultados |
| 2   | 27 de febrero de 2021 | e-Prix de Diriyah Circuito callejero de Al-Diriyah Ganadores 2019-20: Sam Bird Alexander Sims                                                                            | Vuelta rápida     | Nyck de Vries          |                        | Resultados |
| 2   | 27 de febrero de 2021 | e-Prix de Diriyah Circuito callejero de Al-Diriyah Ganadores 2019-20: Sam Bird Alexander Sims                                                                            | Pole Position     | Robin Frijns           |                        | Resultados |
| 3   | 10 de abril de 2021   | e-Prix de Roma Circuito callejero del EUR Ganadores 2019-20: No se disputó                                                                                               |                   | Ganador                | Jean-Éric Vergne       | Resultados |
| 3   | 10 de abril de 2021   | e-Prix de Roma Circuito callejero del EUR Ganadores 2019-20: No se disputó                                                                                               | 2.º puesto        | Sam Bird               |                        | Resultados |
| 3   | 10 de abril de 2021   | e-Prix de Roma Circuito callejero del EUR Ganadores 2019-20: No se disputó                                                                                               | 3.er puesto       | Mitch Evans            |                        | Resultados |
| 3   | 10 de abril de 2021   | e-Prix de Roma Circuito callejero del EUR Ganadores 2019-20: No se disputó                                                                                               | Vuelta rápida     | Mitch Evans            |                        | Resultados |
| 3   | 10 de abril de 2021   | e-Prix de Roma Circuito callejero del EUR Ganadores 2019-20: No se disputó                                                                                               | Pole Position     | Stoffel Vandoorne      |                        | Resultados |
| 4   | 11 de abril de 2021   | e-Prix de Roma Circuito callejero del EUR Ganadores 2019-20: No se disputó                                                                                               | Ganador           | Stoffel Vandoorne      |                        | Resultados |
| 4   | 11 de abril de 2021   | e-Prix de Roma Circuito callejero del EUR Ganadores 2019-20: No se disputó                                                                                               | 2.º puesto        | Alexander Sims         |                        | Resultados |
| 4   | 11 de abril de 2021   | e-Prix de Roma Circuito callejero del EUR Ganadores 2019-20: No se disputó                                                                                               | 3.er puesto       | Pascal Wehrlein        |                        | Resultados |
| 4   | 11 de abril de 2021   | e-Prix de Roma Circuito callejero del EUR Ganadores 2019-20: No se disputó                                                                                               | Vuelta rápida     | Stoffel Vandoorne      |                        | Resultados |
| 4   | 11 de abril de 2021   | e-Prix de Roma Circuito callejero del EUR Ganadores 2019-20: No se disputó                                                                                               | Pole Position     | Nick Cassidy           |                        | Resultados |
| 5   | 24 de abril de 2021   | e-Prix de Valencia Circuito Ricardo Tormo Ganador 2019-20: Primera edición                                                                                               |                   | Ganador                | Nyck de Vries          | Resultados |
| 5   | 24 de abril de 2021   | e-Prix de Valencia Circuito Ricardo Tormo Ganador 2019-20: Primera edición                                                                                               | 2.º puesto        | Nico Müller            |                        | Resultados |
| 5   | 24 de abril de 2021   | e-Prix de Valencia Circuito Ricardo Tormo Ganador 2019-20: Primera edición                                                                                               | 3.er puesto       | Stoffel Vandoorne      |                        | Resultados |
| 5   | 24 de abril de 2021   | e-Prix de Valencia Circuito Ricardo Tormo Ganador 2019-20: Primera edición                                                                                               | Vuelta rápida     | Robin Frijns           |                        | Resultados |
| 5   | 24 de abril de 2021   | e-Prix de Valencia Circuito Ricardo Tormo Ganador 2019-20: Primera edición                                                                                               | Pole Position     | António Félix da Costa |                        | Resultados |
| 6   | 25 de abril de 2021   | e-Prix de Valencia Circuito Ricardo Tormo Ganador 2019-20: Primera edición                                                                                               | Ganador           | Jake Dennis            |                        | Resultados |
| 6   | 25 de abril de 2021   | e-Prix de Valencia Circuito Ricardo Tormo Ganador 2019-20: Primera edición                                                                                               | 2.º puesto        | André Lotterer         |                        | Resultados |
| 6   | 25 de abril de 2021   | e-Prix de Valencia Circuito Ricardo Tormo Ganador 2019-20: Primera edición                                                                                               | 3.er puesto       | Alex Lynn              |                        | Resultados |
| 6   | 25 de abril de 2021   | e-Prix de Valencia Circuito Ricardo Tormo Ganador 2019-20: Primera edición                                                                                               | Vuelta rápida     | Alex Lynn              |                        | Resultados |
| 6   | 25 de abril de 2021   | e-Prix de Valencia Circuito Ricardo Tormo Ganador 2019-20: Primera edición                                                                                               | Pole Position     | Jake Dennis            |                        | Resultados |
| 7   | 8 de mayo de 2021     | e-Prix de Mónaco Circuito de Mónaco Ganador 2019-20: No se disputó |                   | Ganador                | António Félix da Costa | Resultados |
| 7   | 8 de mayo de 2021     | e-Prix de Mónaco Circuito de Mónaco Ganador 2019-20: No se disputó | 2.º puesto        | Robin Frijns           |                        | Resultados |
| 7   | 8 de mayo de 2021     | e-Prix de Mónaco Circuito de Mónaco Ganador 2019-20: No se disputó | 3.er puesto       | Mitch Evans            |                        | Resultados |
| 7   | 8 de mayo de 2021     | e-Prix de Mónaco Circuito de Mónaco Ganador 2019-20: No se disputó | Vuelta rápida     | Jean-Éric Vergne       |                        | Resultados |
| 7   | 8 de mayo de 2021     | e-Prix de Mónaco Circuito de Mónaco Ganador 2019-20: No se disputó | Pole Position     | António Félix da Costa |                        | Resultados |
| 8   | 19 de junio de 2021   | e-Prix de Puebla Autódromo Miguel E. Abed Ganador 2019-20: Primera edición                                                                                               |                   | Ganador                | Lucas di Grassi        | Resultados |
| 8   | 19 de junio de 2021   | e-Prix de Puebla Autódromo Miguel E. Abed Ganador 2019-20: Primera edición                                                                                               | 2.º puesto        | René Rast              |                        | Resultados |
| 8   | 19 de junio de 2021   | e-Prix de Puebla Autódromo Miguel E. Abed Ganador 2019-20: Primera edición                                                                                               | 3.er puesto       | Edoardo Mortara        |                        | Resultados |
| 8   | 19 de junio de 2021   | e-Prix de Puebla Autódromo Miguel E. Abed Ganador 2019-20: Primera edición                                                                                               | Vuelta rápida     | René Rast              |                        | Resultados |
| 8   | 19 de junio de 2021   | e-Prix de Puebla Autódromo Miguel E. Abed Ganador 2019-20: Primera edición                                                                                               | Pole Position     | Pascal Wehrlein        |                        | Resultados |
| 9   | 20 de junio de 2021   | e-Prix de Puebla Autódromo Miguel E. Abed Ganador 2019-20: Primera edición                                                                                               | Ganador           | Edoardo Mortara        |                        | Resultados |
| 9   | 20 de junio de 2021   | e-Prix de Puebla Autódromo Miguel E. Abed Ganador 2019-20: Primera edición                                                                                               | 2.º puesto        | Nick Cassidy           |                        | Resultados |
| 9   | 20 de junio de 2021   | e-Prix de Puebla Autódromo Miguel E. Abed Ganador 2019-20: Primera edición                                                                                               | 3.er puesto       | Oliver Rowland         |                        | Resultados |
| 9   | 20 de junio de 2021   | e-Prix de Puebla Autódromo Miguel E. Abed Ganador 2019-20: Primera edición                                                                                               | Vuelta rápida     | René Rast              |                        | Resultados |
| 9   | 20 de junio de 2021   | e-Prix de Puebla Autódromo Miguel E. Abed Ganador 2019-20: Primera edición                                                                                               | Pole Position     | Oliver Rowland         |                        | Resultados |
| 10  | 10 de julio de 2021   | e-Prix de Nueva York Circuito callejero de Brooklyn Ganador 2019-20: No se disputó                                                                                       |                   | Ganador                | Maximilian Gunther     | Resultados |
| 10  | 10 de julio de 2021   | e-Prix de Nueva York Circuito callejero de Brooklyn Ganador 2019-20: No se disputó                                                                                       | 2.º puesto        | Jean-Éric Vergne       |                        | Resultados |
| 10  | 10 de julio de 2021   | e-Prix de Nueva York Circuito callejero de Brooklyn Ganador 2019-20: No se disputó                                                                                       | 3.er puesto       | Lucas di Grassi        |                        | Resultados |
| 10  | 10 de julio de 2021   | e-Prix de Nueva York Circuito callejero de Brooklyn Ganador 2019-20: No se disputó                                                                                       | Vuelta rápida     | Sam Bird               |                        | Resultados |
| 10  | 10 de julio de 2021   | e-Prix de Nueva York Circuito callejero de Brooklyn Ganador 2019-20: No se disputó                                                                                       | Pole Position     | Nick Cassidy           |                        | Resultados |
| 11  | 11 de julio de 2021   | e-Prix de Nueva York Circuito callejero de Brooklyn Ganador 2019-20: No se disputó                                                                                       | Ganador           | Sam Bird               |                        | Resultados |
| 11  | 11 de julio de 2021   | e-Prix de Nueva York Circuito callejero de Brooklyn Ganador 2019-20: No se disputó                                                                                       | 2.º puesto        | Nick Cassidy           |                        | Resultados |
| 11  | 11 de julio de 2021   | e-Prix de Nueva York Circuito callejero de Brooklyn Ganador 2019-20: No se disputó                                                                                       | 3.er puesto       | António Félix da Costa |                        | Resultados |
| 11  | 11 de julio de 2021   | e-Prix de Nueva York Circuito callejero de Brooklyn Ganador 2019-20: No se disputó                                                                                       | Vuelta rápida     | António Félix da Costa |                        | Resultados |
| 11  | 11 de julio de 2021   | e-Prix de Nueva York Circuito callejero de Brooklyn Ganador 2019-20: No se disputó                                                                                       | Pole Position     | Sam Bird               |                        | Resultados |
| 12  | 24 de julio de 2021   | e-Prix de Londres Circuito del Centro de exposiciones ExCeL Ganador 2019-20: No se disputó                                                                               |                   | Ganador                | Jake Dennis            | Resultados |
| 12  | 24 de julio de 2021   | e-Prix de Londres Circuito del Centro de exposiciones ExCeL Ganador 2019-20: No se disputó                                                                               | 2.º puesto        | Nyck de Vries          |                        | Resultados |
| 12  | 24 de julio de 2021   | e-Prix de Londres Circuito del Centro de exposiciones ExCeL Ganador 2019-20: No se disputó                                                                               | 3.er puesto       | Alex Lynn              |                        | Resultados |
| 12  | 24 de julio de 2021   | e-Prix de Londres Circuito del Centro de exposiciones ExCeL Ganador 2019-20: No se disputó                                                                               | Vuelta rápida     | René Rast              |                        | Resultados |
| 12  | 24 de julio de 2021   | e-Prix de Londres Circuito del Centro de exposiciones ExCeL Ganador 2019-20: No se disputó                                                                               | Pole Position     | Alex Lynn              |                        | Resultados |
| 13  | 25 de julio de 2021   | e-Prix de Londres Circuito del Centro de exposiciones ExCeL Ganador 2019-20: No se disputó                                                                               | Ganador           | Alex Lynn              |                        | Resultados |
| 13  | 25 de julio de 2021   | e-Prix de Londres Circuito del Centro de exposiciones ExCeL Ganador 2019-20: No se disputó                                                                               | 2.º puesto        | Nyck de Vries          |                        | Resultados |
| 13  | 25 de julio de 2021   | e-Prix de Londres Circuito del Centro de exposiciones ExCeL Ganador 2019-20: No se disputó                                                                               | 3.er puesto       | Mitch Evans            |                        | Resultados |
| 13  | 25 de julio de 2021   | e-Prix de Londres Circuito del Centro de exposiciones ExCeL Ganador 2019-20: No se disputó                                                                               | Vuelta rápida     | Robin Frijns           |                        | Resultados |
| 13  | 25 de julio de 2021   | e-Prix de Londres Circuito del Centro de exposiciones ExCeL Ganador 2019-20: No se disputó                                                                               | Pole Position     | Stoffel Vandoorne      |                        | Resultados |
| 14  | 14 de agosto de 2021  | e-Prix de Berlín Circuito del aeropuerto Berlín-Tempelhof Ganadores 2019-20: António Félix da Costa Maximilian Günther Jean-Éric Vergne Oliver Rowland Stoffel Vandoorne |                   | Ganador                | Lucas di Grassi        | Resultados |
| 14  | 14 de agosto de 2021  | e-Prix de Berlín Circuito del aeropuerto Berlín-Tempelhof Ganadores 2019-20: António Félix da Costa Maximilian Günther Jean-Éric Vergne Oliver Rowland Stoffel Vandoorne | 2.º puesto        | Edoardo Mortara        |                        | Resultados |
| 14  | 14 de agosto de 2021  | e-Prix de Berlín Circuito del aeropuerto Berlín-Tempelhof Ganadores 2019-20: António Félix da Costa Maximilian Günther Jean-Éric Vergne Oliver Rowland Stoffel Vandoorne | 3.er puesto       | Mitch Evans            |                        | Resultados |
| 14  | 14 de agosto de 2021  | e-Prix de Berlín Circuito del aeropuerto Berlín-Tempelhof Ganadores 2019-20: António Félix da Costa Maximilian Günther Jean-Éric Vergne Oliver Rowland Stoffel Vandoorne | Vuelta rápida     | René Rast              |                        | Resultados |
| 14  | 14 de agosto de 2021  | e-Prix de Berlín Circuito del aeropuerto Berlín-Tempelhof Ganadores 2019-20: António Félix da Costa Maximilian Günther Jean-Éric Vergne Oliver Rowland Stoffel Vandoorne | Pole Position     | Jean-Éric Vergne       |                        | Resultados |
| 15  | 15 de agosto de 2021  | e-Prix de Berlín Circuito del aeropuerto Berlín-Tempelhof Ganadores 2019-20: António Félix da Costa Maximilian Günther Jean-Éric Vergne Oliver Rowland Stoffel Vandoorne | Ganador           | Norman Nato            |                        | Resultados |
| 15  | 15 de agosto de 2021  | e-Prix de Berlín Circuito del aeropuerto Berlín-Tempelhof Ganadores 2019-20: António Félix da Costa Maximilian Günther Jean-Éric Vergne Oliver Rowland Stoffel Vandoorne | 2.º puesto        | Oliver Rowland         |                        | Resultados |
| 15  | 15 de agosto de 2021  | e-Prix de Berlín Circuito del aeropuerto Berlín-Tempelhof Ganadores 2019-20: António Félix da Costa Maximilian Günther Jean-Éric Vergne Oliver Rowland Stoffel Vandoorne | 3.er puesto       | Stoffel Vandoorne      |                        | Resultados |
| 15  | 15 de agosto de 2021  | e-Prix de Berlín Circuito del aeropuerto Berlín-Tempelhof Ganadores 2019-20: António Félix da Costa Maximilian Günther Jean-Éric Vergne Oliver Rowland Stoffel Vandoorne | Vuelta rápida     | René Rast              |                        | Resultados |
| 15  | 15 de agosto de 2021  | e-Prix de Berlín Circuito del aeropuerto Berlín-Tempelhof Ganadores 2019-20: António Félix da Costa Maximilian Günther Jean-Éric Vergne Oliver Rowland Stoffel Vandoorne | Pole Position     | Stoffel Vandoorne      |                        | Resultados |

## Clasificaciones

### Sistema de puntuación
| Posición | 1.º | 2.º | 3.º | 4.º | 5.º | 6.º | 7.º | 8.º | 9.º | 10.º | G | Pole | VR |
| Puntos   | 25  | 18  | 15  | 12  | 10  | 8   | 6   | 4   | 2   | 1    | 1 | 3    | 1  |

### Campeonato de Pilotos
| Pos. | Piloto                 | DIR | DIR | ROM  | ROM  | VAL  | VAL  | MON  | PUE  | PUE  | NYC  | NYC | LON  | LON  | BER  | BER  | Puntos |
| ---- | ---------------------- | --- | --- | ---- | ---- | ---- | ---- | ---- | ---- | ---- | ---- | --- | ---- | ---- | ---- | ---- | ------ |
| 1    | Nyck de Vries          | 1*  | 9*  | Ret* | Ret* | 1    | 16*  | Ret* | 9*   | Ret* | 13*  | 18* | 2*   | 2*   | 22*  | 8*   | 99     |
| 2    | Edoardo Mortara        | 2   | DNS | Ret  | 4    | Ret  | 9    | 12   | 3    | 1    | 14   | 17  | 9    | 11   | 2    | Ret  | 92     |
| 3    | Jake Dennis            | 12* | Ret | Ret  | 13   | 8    | 1    | 16   | 5    | 5    | Ret  | 16  | 1    | 9    | 5    | Ret  | 91     |
| 4    | Mitch Evans            | 3   | Ret | 3    | 6    | Ret  | 15   | 3    | 8    | 9    | Ret  | 13  | 14   | 3    | 3    | Ret* | 90     |
| 5    | Robin Frijns           | 17  | 2   | 4    | 18   | 6    | 19   | 2    | 16   | 11   | 5    | 8   | 13   | 4    | 15   | 12   | 89     |
| 6    | Sam Bird               | Ret | 1   | 2*   | Ret* | DSQ* | 14   | 7*   | Ret* | 12   | 9*   | 1*  | Ret* | Ret* | Ret* | 7    | 87     |
| 7    | Lucas di Grassi        | 9*  | 8*  | Ret  | Ret  | 7*   | 10*  | 10   | 1*   | 18*  | 3    | 14* | 6    | DSQ  | 1    | 20*  | 87     |
| 8    | António Félix da Costa | 11* | 3*  | Ret* | 7*   | DSQ* | 22*  | 1*   | 6*   | Ret* | 12*  | 3*  | 8*   | Ret* | 7    | Ret* | 86     |
| 9    | Stoffel Vandoorne      | 8*  | 13* | Ret* | 1*   | 3*   | Ret* | Ret* | 7*   | 13*  | Ret* | 12* | 7*   | 15*  | 12*  | 3*   | 82     |
| 10   | Jean-Éric Vergne       | 15  | 12  | 1    | 11   | 9    | 7    | 4*   | Ret  | 8    | 2*   | Ret | 12*  | 12   | 6    | 11   | 80     |
| 11   | Pascal Wehrlein        | 5   | 10  | 7    | 3    | Ret  | 18   | Ret  | DSQ  | 4*   | Ret  | 4   | 10   | 5    | 21   | 6    | 79     |
| 12   | Alex Lynn              | Ret | Ret | 8    | 17   | DSQ  | 3    | 9    | 10   | 6    | 11   | 9   | 3    | 1*   | 20*  | 13   | 78     |
| 13   | René Rast              | 4   | 17  | 6    | Ret  | 5    | 6    | Ret  | 2    | 10   | 10   | 20  | 5    | Ret  | 9    | 9    | 78     |
| 14   | Oliver Rowland         | 6   | 7   | 12   | 16   | DSQ  | 4    | 6    | DSQ  | 3    | 7    | 19  | DSQ  | 18   | 13   | 2    | 77     |
| 15   | Nick Cassidy           | 19  | 14  | 15   | Ret  | 4*   | 13*  | 8    | Ret  | 2    | 4    | 2   | 11   | 7    | 14   | 17   | 76     |
| 16   | Maximilian Günther     | Ret | Ret | 9    | 5    | Ret  | 12   | 5    | 12   | 7    | 1    | 10  | 18   | 6    | 8    | 15   | 66     |
| 17   | André Lotterer         | 16  | 11  | 14   | 15   | Ret  | 2    | 17   | DSQ  | 17   | 8    | 5   | 4    | 17   | 10   | 4    | 58     |
| 18   | Norman Nato            | 14  | 16  | 11   | DSQ  | NC   | 5    | 13   | 14   | Ret  | 15   | 7   | NC   | Ret  | 4    | 1    | 54     |
| 19   | Alexander Sims         | 7   | 15  | Ret  | 2    | DSQ  | 23   | Ret  | 4    | Ret  | Ret  | 6   | Ret  | 16   | 17*  | 5    | 54     |
| 20   | Nico Müller            | 21  | 5   | 13   | 9    | 2    | 20   | 18   |      |      |      |     |      |      |      |      | 30     |
| 21   | Sébastien Buemi        | 13  | Ret | 5    | 10   | Ret  | 11   | 11   | DSQ  | 14   | 6    | 15  | DSQ  | 13   | 11   | 14   | 20     |
| 22   | Sérgio Sette Câmara    | 20  | 4*  | 16*  | 12*  | Ret  | 21   | 15   | 15   | 16   | 18   | 11  | 17   | 8    | 18   | 18   | 16     |
| 23   | Oliver Turvey          | 10  | 6   | DNS  | 14   | NC   | 8    | 19   | 11   | Ret  | Ret  | Ret | 15   | 14   | 19   | 19   | 13     |
| 24   | Tom Blomqvist          | 18  | 18  | 10   | 8    | NC   | 17   | 14   | 13   | Ret  | 16   | 21  | NC   | 19   | NC   | 10   | 6      |
| 25   | Joel Eriksson          |     |     |      |      |      |      |      | 17   | 15   | 17   | 22  | 16   | 10   | 16   | 16   | 1      |
| Pos. | Piloto                 | DIR | DIR | ROM  | ROM  | VAL  | VAL  | MON  | PUE  | PUE  | NYC  | NYC | LON  | LON  | BER  | BER  | Puntos |

| Color     | Resultado                                                               |
| --------- | ----------------------------------------------------------------------- |
| Oro       | Ganador                                                                 |
| Plata     | 2.ª plaza                                                               |
| Bronce    | 3.ª plaza                                                               |
| Verde     | Finalizó en los puntos                                                  |
| Azul      | Finalizó sin puntos                                                     |
| Azul      | NC - No clasificado                                                     |
| Violeta   | Ret - No terminó (Carrera)                                              |
| Rojo      | DNQ - No se clasificó                                                   |
| Negro     | DSQ - Descalificado                                                     |
| Blanco    | DNS - No empezó (carrera)                                               |
| Blanco    | WD - Retirado (fin de semana)                                           |
| Blanco    | C - Carrera cancelada                                                   |
| Sin color | DNP - Inscrito pero no participó                                        |
| Sin color | INJ - Lesionado                                                         |
| Sin color | EX - Excluido                                                           |
| Estado    | Resultado                                                               |
| Negrita   | Pole position                                                           |
| Cursiva   | Vuelta rápida                                                           |
| †         | Abandona, pero clasifica al completar el porcentaje requerido para ello |

### Campeonato de Equipos
| Pos. | Equipo                                   | N.º | DIR | DIR | ROM | ROM | VAL | VAL | MON | PUE | PUE | NYC | NYC | LON | LON | BER | BER | Puntos |
| ---- | ---------------------------------------- | --- | --- | --- | --- | --- | --- | --- | --- | --- | --- | --- | --- | --- | --- | --- | --- | ------ |
| 1    | Mercedes-EQ Formula E Team               | 5   | 8   | 13  | Ret | 1   | 3   | Ret | Ret | 7   | 13  | Ret | 12  | 7   | 15  | 12  | 3   | 181    |
| 1    | Mercedes-EQ Formula E Team               | 17  | 1   | 9   | Ret | Ret | 1   | 16  | Ret | 9   | Ret | 13  | 18  | 2   | 2   | 22  | 8   | 181    |
| 2    | Jaguar Racing                            | 10  | Ret | 1   | 2   | Ret | DSQ | 14  | 7   | Ret | 12  | 9   | 1   | Ret | Ret | Ret | 7   | 177    |
| 2    | Jaguar Racing                            | 20  | 3   | Ret | 3   | 6   | Ret | 15  | 3   | 8   | 9   | Ret | 13  | 14  | 3   | 3   | Ret | 177    |
| 3    | DS Techeetah                             | 13  | 11  | 3   | Ret | 7   | DSQ | 22  | 1   | 6   | Ret | 12  | 3   | 8   | Ret | 7   | Ret | 166    |
| 3    | DS Techeetah                             | 25  | 15  | 12  | 1   | 11  | 9   | 7   | 4   | Ret | 8   | 2   | Ret | 12  | 12  | 6   | 11  | 166    |
| 4    | Audi Sport ABT Schaeffler Formula E Team | 11  | 9   | 8   | Ret | Ret | 7   | 10  | 10  | 1   | 18  | 3   | 14  | 6   | DSQ | 1   | 20  | 165    |
| 4    | Audi Sport ABT Schaeffler Formula E Team | 33  | 4   | 17  | 6   | Ret | 5   | 6   | Ret | 2   | 10  | 10  | 20  | 5   | Ret | 9   | 9   | 165    |
| 5    | Envision Virgin Racing                   | 4   | 17  | 2   | 4   | 18  | 6   | 19  | 2   | 16  | 11  | 5   | 8   | 13  | 4   | 15  | 12  | 165    |
| 5    | Envision Virgin Racing                   | 37  | 19  | 14  | 15  | Ret | 4   | 13  | 8   | Ret | 2   | 4   | 2   | 11  | 7   | 14  | 17  | 165    |
| 6    | BMW i Andretti Motorsport                | 27  | 12  | Ret | Ret | 13  | 8   | 1   | 16  | 5   | 5   | Ret | 16  | 1   | 9   | 5   | Ret | 157    |
| 6    | BMW i Andretti Motorsport                | 28  | Ret | Ret | 9   | 5   | Ret | 12  | 5   | 12  | 7   | 1   | 10  | 18  | 6   | 8   | 15  | 157    |
| 7    | ROKiT Venturi Racing                     | 48  | 2   | DNS | Ret | 4   | Ret | 9   | 12  | 3   | 1   | 14  | 17  | 9   | 11  | 2   | Ret | 146    |
| 7    | ROKiT Venturi Racing                     | 71  | 14  | 16  | 11  | DSQ | NC  | 5   | 13  | 14  | Ret | 15  | 7   | NC  | Ret | 4   | 1   | 146    |
| 8    | TAG Heuer Porsche Formula E Team         | 36  | 16  | 11  | 14  | 15  | Ret | 2   | 17  | DSQ | 17  | 8   | 5   | 4   | 17  | 10  | 4   | 137    |
| 8    | TAG Heuer Porsche Formula E Team         | 99  | 5   | 10  | 7   | 3   | Ret | 18  | Ret | DSQ | 4   | Ret | 4   | 10  | 5   | 21  | 6   | 137    |
| 9    | Mahindra Racing                          | 29  | 7   | 15  | Ret | 2   | DSQ | 23  | Ret | 4   | Ret | Ret | 6   | Ret | 16  | 17  | 5   | 132    |
| 9    | Mahindra Racing                          | 94  | Ret | Ret | 8   | 17  | DSQ | 3   | 9   | 10  | 6   | 11  | 9   | 3   | 1   | 20  | 13  | 132    |
| 10   | Nissan e.dams                            | 22  | 6   | 7   | 12  | 16  | DSQ | 4   | 6   | DSQ | 3   | 7   | 19  | DSQ | 18  | 13  | 2   | 97     |
| 10   | Nissan e.dams                            | 23  | 13  | Ret | 5   | 10  | Ret | 11  | 11  | DSQ | 14  | 6   | 15  | DSQ | 13  | 11  | 14  | 97     |
| 11   | Dragon / Penske Autosport                | 6   | 21  | 5   | 13  | 9   | 2   | 20  | 18  | 17  | 15  | 17  | 22  | 16  | 10  | 16  | 16  | 47     |
| 11   | Dragon / Penske Autosport                | 7   | 20  | 4   | 16  | 12  | Ret | 21  | 15  | 15  | 16  | 18  | 11  | 17  | 8   | 18  | 18  | 47     |
| 12   | NIO 333 FE Team                          | 8   | 10  | 6   | DNS | 14  | NC  | 8   | 19  | 11  | Ret | Ret | Ret | 15  | 14  | 19  | 19  | 19     |
| 12   | NIO 333 FE Team                          | 88  | 18  | 18  | 10  | 8   | NC  | 17  | 14  | 13  | Ret | 16  | 21  | NC  | 19  | NC  | 10  | 19     |
| Pos. | Equipo                                   | N.º | DIR | DIR | ROM | ROM | VAL | VAL | MON | PUE | PUE | NYC | NYC | LON | LON | BER | BER | Puntos |

| Color     | Resultado                                                               |
| --------- | ----------------------------------------------------------------------- |
| Oro       | Ganador                                                                 |
| Plata     | 2.ª plaza                                                               |
| Bronce    | 3.ª plaza                                                               |
| Verde     | Finalizó en los puntos                                                  |
| Azul      | Finalizó sin puntos                                                     |
| Azul      | NC - No clasificado                                                     |
| Violeta   | Ret - No terminó (Carrera)                                              |
| Rojo      | DNQ - No se clasificó                                                   |
| Negro     | DSQ - Descalificado                                                     |
| Blanco    | DNS - No empezó (carrera)                                               |
| Blanco    | WD - Retirado (fin de semana)                                           |
| Blanco    | C - Carrera cancelada                                                   |
| Sin color | DNP - Inscrito pero no participó                                        |
| Sin color | INJ - Lesionado                                                         |
| Sin color | EX - Excluido                                                           |
| Estado    | Resultado                                                               |
| Negrita   | Pole position                                                           |
| Cursiva   | Vuelta rápida                                                           |
| †         | Abandona, pero clasifica al completar el porcentaje requerido para ello |